# Battaglia del fiume Erac
La battaglia del fiume Erac, fiume tuttora non identificato che scorre nella pianura ad occidente della penisola di Crimea, gettandosi nel Mar Nero, fu una battaglia combattuta nel Regno del Bosforo Cimmerio, nel 375, dall'esercito degli Unni, appoggiati da un contingente di Alani sottomessi precedentemente, contro una coalizione di barbari di stirpe germanica, (Visigoti ed Ostrogoti) e Gepidi, aiutati da barbari di stirpe iranica (Roxolani, Sarmati, Alani, Iazigi), fino ad allora pacificamente coabitanti un vasto territorio compreso tra i fiumi Volga, Don e Danubio. Gli Unni, disponendo di una cavalleria eccezionale e di arcieri superiori a quelli nemici, con una tattica di combattimento fino ad allora ignota in occidente, finirono per sterminare e soggiogare gran parte dei popoli barbari  - stanziali e nomadi – che fungevano da "stato cuscinetto" al di là dei confini di Roma e del territorio da essa controllato. Da questo momento inizia l'edificazione del regno Unno, il cosiddetto Impero delle Steppe, e, contemporaneamente, il declino inesorabile dell'Impero romano, invaso da una marea inarrestabile di barbari che evitarono la schiavitù, ma che vennero spinti verso occidente dalla travolgente avanzata unna.

## La collocazione del campo di battaglia
Tuttora non è identificato il luogo in cui effettivamente si svolse la battaglia, in quanto non è noto con assoluta certezza a quale corso d'acqua odierno corrisponda il fiume Erac. Pare comunque accertato che il fiume corrisponda ad un corso d'acqua compreso tra il corso del fiume Dnepr e del fiume Dnestr. Alcuni lo identificano col Tiligul. La confusione è ingenerata dal fatto che, a differenza della storiografia romana, assai curata e particolareggiata, la fonte storiografica principale per le vicende che concernono i regni romano-barbarici sono storici barbari "latinizzati", come il goto Giordane, che visse alla corte di Costantinopoli un secolo dopo lo svolgimento della battaglia.

## Le cause che portarono allo scontro
Lo storico Giordane non accenna alle cause che indussero la migrazione ad occidente degli Unni. Essi occupavano la regione tra i fiumi Tarim e Talas tra l'800 a.C. ed il 30 a.C., quando furono cacciati dai cinesi verso il Lago Balqaš, e di qui, sparpagliatisi in ampie regioni limitrofe. Tra il 60 d.C. ed il 130 d.C. erano stanziati a cavallo dei monti Urali, e tra il Pamir ed il lago d'Aral. Nel 370 d.C. attraversarono il Volga, travolgendo gli Alani e spingendosi verso la Crimea ed il Caucaso, dove si scontrarono per tre volte coi Goti.
I movimenti e le date sono approssimativi, ma ricostruibili in base alle cronache cinesi, indiane, persiane e greco - romane.  La causa della migrazione in sé pare da esser ricercata nell'esaurimento dei pascoli, il che avrebbe generato una probabile carestia). Lo storico goto Giordane (500 - 570) è la principale fonte a nostra disposizione per poter delineare un quadro, seppur lacunoso, di quanto accadde tra l'anno della comparsa in Europa degli Unni e l'anno della caduta dell'Impero romano d'Occidente (convenzionalmente, nel 476). Ma Giordane visse due secoli dopo gli eventi narrati, Inoltre, la sua visione era partigiana (era un goto ed era al servizio dell'impero romano d'Oriente). Infine, la sua opera, la Getica, è ampiamente tratta da una precedente e purtroppo perduta opera storica, la Historia Gothorum, di Flavio Aurelio Magno Cassiodoro (483 – 581), certamente anch'essa di parte, essendo stato - il nonno dell'autore -  uno dei membri della delegazione diplomatica bizantina alla corte di Attila nel 448 (tale delegazione era - in realtà - composta da agenti segreti della corte di Bisanzio che portava con sé un ingente quantitativo d'oro per assoldare sicari al fine di assassinare Attila in persona; la congiura venne scoperta e le relazioni diplomatiche tra Unni e Bizantini si guastarono definitivamente).
Altri storici che descrissero gli Unni furono Ammiano Marcellino (330 d.C. – 395 d.C.) e – primo fra tutti – Claudio Tolomeo (100 d.C. – 175 d.C.). Questa battaglia, però, è citata dal solo Giordane.

## La battaglia
La battaglia venne, con ogni probabilità combattuta nella primavera del 375, al massimo entro l'estate, poiché nel corso di quell'anno, gli Unni occuparono tutta l'attuale Ucraina e nel corso del successivo anno (376 d.C.) occuparono tutta l'attuale Bessarabia fino alle Bocche del Danubio (la foce del fiume). Non sono noti i particolari della strategia, né quelli della tattica. Però, a grandi linee, essi possono esser desunti dalla ricostruzione storica delle battaglie che gli Unni sostennero coi Romani, a cominciare dalla Battaglia dei Campi Catalaunici di ottant'anni successiva (451) a quella dell'Erac. 
Dopo aver investito i Sarmati e gli Alani, stanziati tra il Volga ed il Don, nel 330 – 340 d.C., gli Unni, attaccarono il regno ostrogoto sito attorno all'odierna Azov (“Palude Maeotide”) ed in Crimea, cancellandolo letteralmente dalla storia ed uccidendo il re ostrogoto Ermanarico (360 d.C.). L'eredità ostrogota venne raccolta dal pronipote di Ermanarico, il giovane Vitifero (Vithimiris), che venne sconfitto altre due volte prima di morire sul campo di battaglia dell'Erac. I barbari coalizzati, da ex alleati, sapevano bene che dovevano impegnarsi in un tipo di combattimento molto diverso da quelli fin qui attuati contro l'Impero. I barbari possedevano una fanteria, leggera e pesante, lenta e poco compatta, mentre l'orda unna, mobilissima, possedeva soltanto un'efficientissima cavalleria. Gli scontri tipici della cavalleria unna consistevano in fulminei attacchi a sorpresa, fingendo la ritirata per poi rilanciare l'attacco con piccoli gruppi di esperti arcieri a cavallo. Il momento critico sfruttato dagli Unni era quando, al momento della finta ritirata, la fanteria nemica si scompaginava e si lanciava all'inseguimento credendo di aver vinto lo scontro. In quell'attimo, la cavalleria unna tornava indietro ed annientava il nemico colto letteralmente di sorpresa. Gli Unni erano pressoché privi di fanteria (i cui componenti erano, per l'appunto, costituiti dai barbari da loro assoggettati). La sterminata pianura ucraina costituiva il campo di battaglia ottimale per l'esercito unno. Sicuramente, gli Unni volevano battersi in campo aperto e far così in modo di avvantaggiare la loro cavalleria. Difficilmente, questo vantaggio tattico si sarebbe concretizzato presso le rive di un fiume, che, in primavera, poteva anche aver allagato il territorio limitrofo per le esondazioni stagionali.
La coalizione germanica costituiva la fanteria pesante armata di spade lunghe e corte, asce, mazze, pugnali. Era composta da Ostrogoti, Turcilingi, Sciri, Rugi, Ermunduri, Alamanni ed Eruli. Incerta è la presenza di contingenti di Vandali che pure occupavano parte della pianura ucraina attorno al fiume Pryp"jat'. La cavalleria leggera, armata di arco e dardi, era, invece, data da alcuni contingenti di Visigoti, mentre quella pesante, assai più numerosa, faceva perno sugli Alani e sui Sarmati armati di giavellotto. Infine, la fanteria leggera era incentrata sui Gepidi. In tutto, gli effettivi dei coalizzati non superavano i 54 000 uomini.
Gli Unni, coi pochi contingenti alani asserviti, assommavano a non più di 38 000 uomini.
Con ogni probabilità, gli Unni misero in atto l'usuale tattica della cavalleria, e la fanteria nemica si trovò nel mezzo del fiume Erac con entrambe le sponde occupate dai nemici. I contingenti unni che avevano finto di ritirarsi, al galoppo, occuparono la riva destra del fiume, mentre i contingenti unni che non avevano ancora attraversato il corso d'acqua rimasero sulla riva sinistra, ed i nemici furono presi tra due fuochi e bersagliati di dardi e di giavellotti. Ne seguì una carneficina a danno della fanteria e della cavalleria germanica, che furono letteralmente sterminate.

## Storia e conseguenze posteriori
Gli Ostrogoti, gli Alani, i Sarmati, gli Eruli, i Turcilingi, gli Sciri, i Rugi ed i Gepidi superstiti furono asserviti agli Unni, mentre i Roxolani e gli Iazigi scomparvero dall'Europa. Gli Unni iniziarono ad attaccare l'impero persiano dei Sasanidi a partire dal 390 d.C. ed a fornire mercenari agli imperi romani; furono collocati nelle fortezze di confine, come a Salsodia, sul basso Danubio. I Visigoti, nel 376 d.C. cercarono scampo in territorio romano, dove, a causa d'una serie di soprusi subiti, assediarono Marcianopoli e si scontrarono coi romani nella Battaglia dei Salici (“Ad Salices”, nelle vicinanze, nel 377 d.C.), fino ad infliggere la sconfitta da cui iniziò il declino dell'impero, nel 378 d.C. ad Adrianopoli. I Vandali, assieme ai Franchi, agli Svevi, ai Sassoni, ed ai Longobardi vennero respinti oltre il fiume Elba dove rimasero in pace per un quarantennio. Solo nel giorno di capodanno del 407 d.C. essi vennero spinti ad attraversare il fiume Reno nella zona tra Spira, Worms e Mogontiacum (Agri Decumates), il che diede il colpo di grazia all'impero romano d'occidente. Gli Unni attaccarono direttamente i Romani solo dopo il 440 d.C.